# SEHA League
SEHA-liga er en international håndboldliga med deltagelse af mandlige klubhold fra Bosnien og Hercegovina, Hviderusland, Kroatien, Makedonien, Montenegro, Slovakiet, Slovenien og Ungarn. Tidligere har også hold fra Serbien deltaget. Ligaen styres af South European Handball Association med hovedsæde i Zagreb.
Ligaen blev oprettet i 2011, og den første sæson blev turneringen vundet af RK Vardar fra Makedonien, mens den efterfølgende sæson blev vundet af RK Zagreb Croatia Osiguranje fra Kroatien.

## Sæsoner
| Sæson   | Vinder               | Nr. 2             | Nr. 3                    | Hold |
| ------- | -------------------- | ----------------- | ------------------------ | ---- |
| 2011-12 | RK Vardar (1)        | RK Metalurg       | RK Zagreb                | 12   |
| 2012-13 | RK Zagreb (1)        | RK Vardar Pro     | RK Metalurg              | 10   |
| 2013-14 | RK Vardar (2)        | HK Mjasjkow Brest | RK Zagreb                | 10   |
| 2014-15 | MKB-MVM Veszprém (1) | HK Mjasjkow Brest | RK PPD Zagreb            | 10   |
| 2015-16 | MKB-MVM Veszprém (2) | RK Vardar         | RK PPD Zagreb            | 10   |
| 2016-17 | RK Vardar (3)        | MKB-MVM Veszprém  | HK Mjasjkow Brest        | 10   |
| 2017-18 | RK Vardar (4)        | RK PPD Zagreb     | RK Celje Pivovarna Laško | 10   |